# Храми Житомира

### Християнство
- Римсько-католицька церква
  - Костел святого Вацлава
  - Семінарійський костел Святого Йоана з Дуклі
  - Собор святої Софії
  - Римо-католицька семінарія[1]
  - Єзуїтський монастир (колишній)[2]

- Українська греко-католицька церква
  - Храм Святого Василія Великого
  - Свято-Введенський Жіночий монастир

- УПЦ (МП)
  - Свято-Хрестовоздвиженський кафедральний собор
  - Спасо-Преображенський собор
  - Свято-Анастасіївський ставропігійний жіночий монастир
  - Хрестовоздвиженська церква[3]
  - Миколаївська церква[4]
  - Успенська (Подільська) церква[5]

- Православна церква України
  - Свято-Михайлівський кафедральний собор
  - Храм Преподобних отців Києво-Печерських
  - Церква Почаївської ікони Божої Матері

- Російська православна старообрядська церква
  - церква Покрова Святої Богородиці[6]

- Протестантизм
  - Лютеранська кірха
  - Церква «Дім Євангелія» (Баптизм)
  - Церква «Спасіння» (П'ятидесятництво)
  - Церква адвентистів сьомого дня
  - Церква Заповіт Ісуса Христа[7]

### Юдаїзм
- Хоральна (Купецька) синагога (колишня)[8]
- Синагога[9]

### Іслам
- Мечеть "Нур аль-іслам"[10]